# Amazon Glacier
Amazon Glacier est un site d'hébergement de fichiers proposé par Amazon Web Services. Peu onéreux, Amazon Glacier est conçu pour l'archivage à long terme et les sauvegardes. Le service a débuté en août 2012.
Amazon Glacier est adapté aux données auxquelles on accède rarement et pour lesquelles un temps de récupération de 3 à 5 heures est acceptable. Le coût de stockage est bas, à partir de 0,004 USD par gigaoctet et par mois. Amazon espère que ses clients utiliseront ce service pour remplacer les sauvegardes sur rubans magnétiques. Les avantages pour le client sont l'élimination du coût des bandes magnétiques, de leur manipulation et de leur entreposage dans le centre de données de l'utilisateur et dans un centre de sauvegarde externe.
Ce très faible coût, pour être rentable, exige que les données ne soient pas modifiées de plus de 5 % par mois ; une modification ou un accès fréquent augmente le tarif du service. Si l'ajout de données n'est pas facturé, la récupération l'est en fonction de différentes paramètres (nombre de fichiers, volume, destination, etc.).

## Source
- (en) Cet article est partiellement ou en totalité issu de l’article de Wikipédia en anglais intitulé « Amazon Glacier » (voir la liste des auteurs).